# Пам'ятники Гребінки
У містечку Гребінці (райцентр на Полтавщині) встановлено декілька зразків міської скульптури та меморіальних плит. Власне пам'ятники Гребінки представлені персоналізованими погруддями і низкою пам'ятних знаків.
Центральним і за значенням, і за місцем розташування (біля районного будинку культури) є пам'ятник-погруддя на постаменті особі, чиє ім'я носить містечко — видатному українському письменнику Євгену Павловичу Гребінці.
Гребінка, чиє населення ніколи не сягало і 15 тисяч чоловік, а статус міста був присвоєний лише 1959 року, лишалося одним з найбільш «ленінізованих» міст на Полтавщині — тут навіть на початку незалежності України (ранні 1990-ті) стояло цілих п'ять пам'ятників Леніну, в тому числі на вулицях Крупської (встановлений 1965), Жовтневій (1967), Червоноармійській (1967).
У місті значна кількість пам'ятних знаків і стел, в тому числі меморіальних, на честь учасників Другої світової війни — центральним є монумент-танк солдатам радянської армії загиблим при визволенні Гребінки від нацистів.
Міський сквер на розі вулиць Магістральної та Євгена Гребінки став основним місцем розташування міських пам'ятників і пам'ятних знаків — 1978 року тут встановили пам'ятний знак воїнам-односельцям та робітникам, які загинули під час Другої світової війни, 1989-го — пам'ятник (радше пам'ятний знак) Т. Г. Шевченку, а вже за Доби Незалежності — меморіальний камінь на честь загиблих та померлих учасників бойових дій на території інших держав.

### Пам'ятники Гребінки
| Назва | Рік встановлення | Розташування                                               | Фото | Короткі відомості |
| Воїнам-односельцям та робітникам, які загинули під час Великої Вітчизняної війни пам'ятний знак                                                     | 1978             | у сквері на розі вулиць Магiстральної і Євгена Гребінки    |      | Встановлено на честь гребінківських воїнів та робітників, які загинули в роки Другої світової війни                                                                                                  |
| Гребінці Є. П. погруддя | 1987             | біля районного будинку культури на вулиці Євгена Гребінки  |      | Встановлено українському письменнику Є. П. Гребінці. Автори — скульптор Ю. М. Гирич та архітектор О. Ф. Охріменко                                                                                    |
| Загиблим при визволенні Гребінки радянським воїнам монумент                                                                                         | 1988             | на початку вулиці Миру (на розі з вулицею Євгена Гребінки) |      | Являє собою танк часів Другої світової ІС-2, встановлений на високому постаменті, облицьованому декоративним камінням, на честь загиблим воїнам які загинули під час визволення Гребінки в 1943 році |
| Засновникам МТС пам'ятник | 1976             |                                                            |      | Встановлено на честь засновників першої Гребінківської МТС. Трактор моделі Універсал-2 |
| Кагамлику Г. С. погруддя | 1968             | на вулиці Миру                                             |      | Встановлено на честь Героя Радянського Союзу Г. С. Кагамлика |
| Ліквідаторам-чорнобильцям Гребінківщини пам'ятний знак                                                                                              |                  | біля Свято-Георгіївської церкви                            |      | Встановлено на честь ліквідаторів Чорнобильської аварії |
| На честь воїнів 253-ї стрілецької дивізії 47-го стрілецького корпусу 40-ї армії 2-го мотострілецької бригади 10-го танкового корпусу пам'ятний знак |                  | на вулиці Миру                                             |      | Встановлено на честь 2-ї мотострілецької бригади 10-го танкового корпусу 47-го стрілецького корпусу 253-ї стрілецької дивізії 40-ї армії, яка 19 вересня 1943 року звільняла місто                   |
| На честь воїнів-механізаторів, які загинули під час Великої Вітчизняної війни пам'ятний знак                                                        | 1968             | на вулиці Миру                                             |      | Встановлено на честь воїнів-механізаторів, які загинули під час Другої світової війни |
| На честь загиблих та померлих учасників бойових дій на території інших держав пам'ятний знак                                                        |                  | у сквері на розі вулиць Магiстральної і Євгена Гребінки    |      | На честь загиблих воїнів-інтернаціоналістів |
| Шевченку Т. Г. пам'ятний знак | 1989             | у сквері на розі вулиць Магiстральної і Євгена Гребінки    |      | Споруджено на честь 175-річчя від народження українського поета Т. Г. Шевченка. Автори — скульптор В. І. Білоус та архітектор О. Ф. Охріменко                                                        |

## Колишні пам'ятники
| Назва                 | Дата встановлення | Дата знесення | Розташування              | Фото | Короткі відомості                                                                                               |
| Леніну В. І. погруддя | 1967              | 2014-2016 рр. | на вулиці Євгена Гребінки |      | Встановлено на честь Леніна В. І., лідера російської партії більшовиків під час Більшовицько-української війни. |

## Виноски
- Пам'ятники та об'єкти культурної спадщини м. Гребінки [Архівовано 31 грудня 2011 у Wayback Machine.]
- Пам'ятник В. І. Леніну, вул , 50-річчя Жовтня м. Гребінки
- Пам'ятник В. І. Леніну, вул, Червоноармійська м. Гребінки
- Пам'ятник В. І. Леніну, вул, Жовтнева м. Гребінки
- Пам'ятник В. І. Леніну, вул, Крупська м. Гребінки

1. 1 2  Гребінка // Полтавщина:Енциклопедичний довідник (За ред. А. В. Кудрицького., К.: УЕ, 1992, стор. 210
2. ↑  http://histpol.pl.ua/pages/content.php?page=2029
3. ↑  Шевченку Т. Г. Пам'ятники // Полтавщина:Енциклопедичний довідник (За ред. А. В. Кудрицького., К.: УЕ, 1992, стор. 982